# Nick Eversman

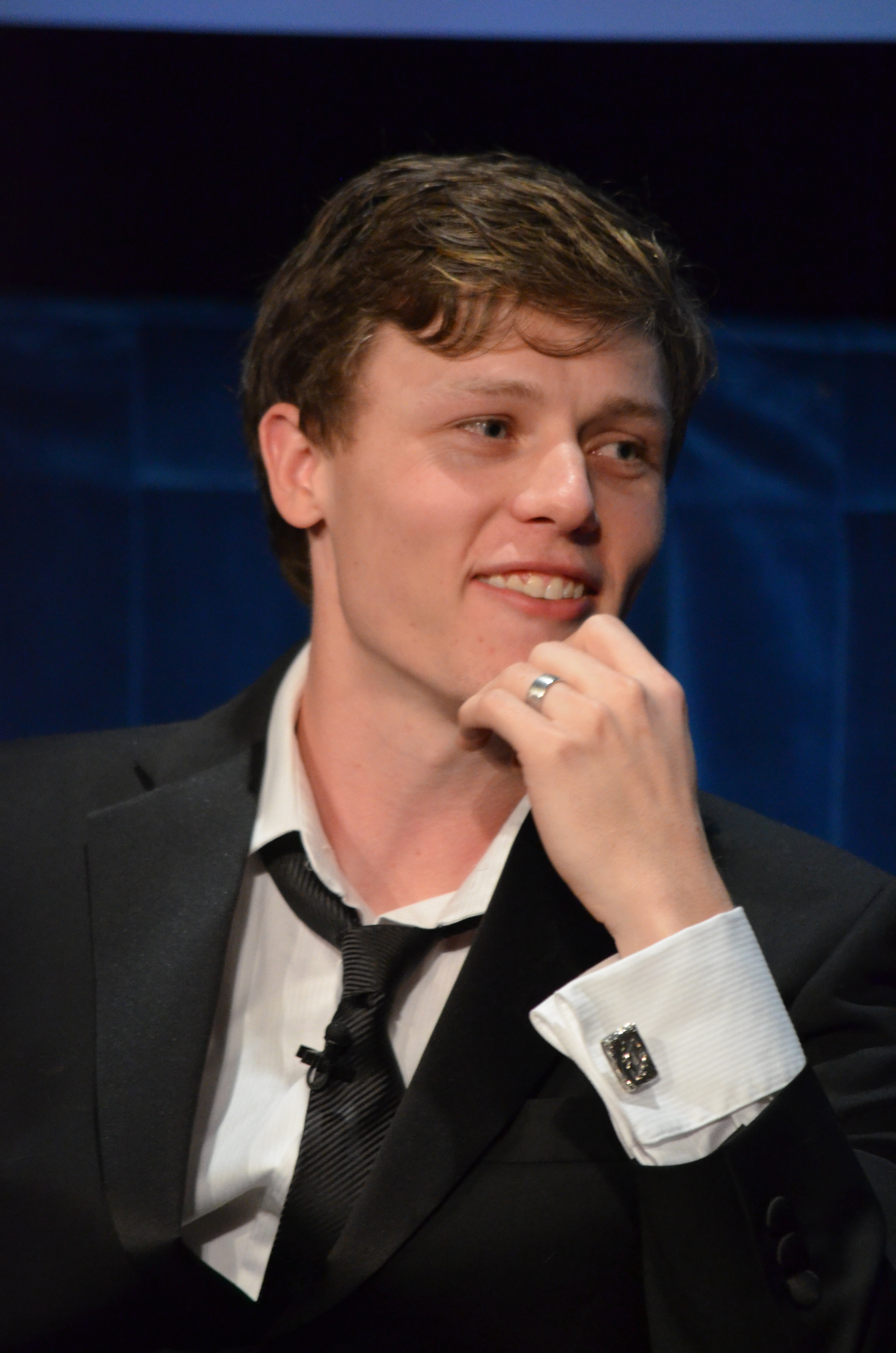
Nick Eversman (2012)

Nick Eversman (* 15. Februar 1986 in Madison, Wisconsin) ist ein US-amerikanischer Schauspieler.

## Leben
Nick Eversman wurde im Februar 1986 in Madison, Wisconsin, geboren. Sein Schauspieldebüt gab er in dem Actiondrama Innocent. Danach absolvierte er Gastauftritte in Fernsehserien wie Ghost Whisperer – Stimmen aus dem Jenseits, CSI: Miami, Dr. House und Navy CIS. Darüber hinaus trat er 2010 und 2011 in den Spielfilmen The Runaways und Hellraiser: Revelations – Die Offenbarung auf. Seine bis dahin bekannteste Rolle war die des Jeremiah in Beilight – Bis(s) zum Abendbrot. Ein weiterer Karriereerfolg gelang ihm mit der ABC-Miniserie Missing. Darin spielte er 2012 die Rolle des Michael Winstone, des Sohnes der von Ashley Judd dargestellten Rebecca Winstone. 2013 war er in einer wiederkehrenden Rolle in The Tomorrow People als Kurt Rundle zu sehen.

## Filmografie (Auswahl)
- 2009: Innocent
- 2009: Ghost Whisperer – Stimmen aus dem Jenseits (Ghost Whisperer, Fernsehserie, Episode 5x12)
- 2010: The Runaways
- 2010: CSI: Miami (Fernsehserie, Episode 8x14)
- 2010: Dr. House (House, Fernsehserie, Episode 6x16)
- 2010: Beilight – Bis(s) zum Abendbrot (Vampires Suck)
- 2011: Navy CIS (NCIS, Fernsehserie, Episode 8x15)
- 2011: Hellraiser: Revelations – Die Offenbarung (Hellraiser: Revelations)
- 2011: Urban Explorer
- 2011: Cinema Verite
- 2012: Deep Dark Canyon
- 2012: Missing (Fernsehserie, 10 Episoden)
- 2013: The Tomorrow People (Fernsehserie, 2 Episoden)
- 2014: Get On Up
- 2014: Der große Trip – Wild (Wild)
- 2015: DUFF – Hast du keine, bist du eine (The Duff)
- 2015: Pretty Boy (Kurzfilm)
- 2017: When We Rise (Fernsehserie, 3 Episoden)